# Bouvignes-sur-Meuse
Bouvignes-sur-Meuse (en wallon Bovegne) est un village (et ancienne ville) en bord de Meuse (rive gauche) immédiatement au nord de la ville de Dinant (Province de Namur en Belgique), dont elle fait aujourd'hui partie. C'était une commune à part entière avant sa fusion avec Dinant le 1er janvier 1965.

## Évolution démographique
- Source: DGS, 1831 à 1970=recensements population, 1976= habitants au 31 décembre

## Histoire

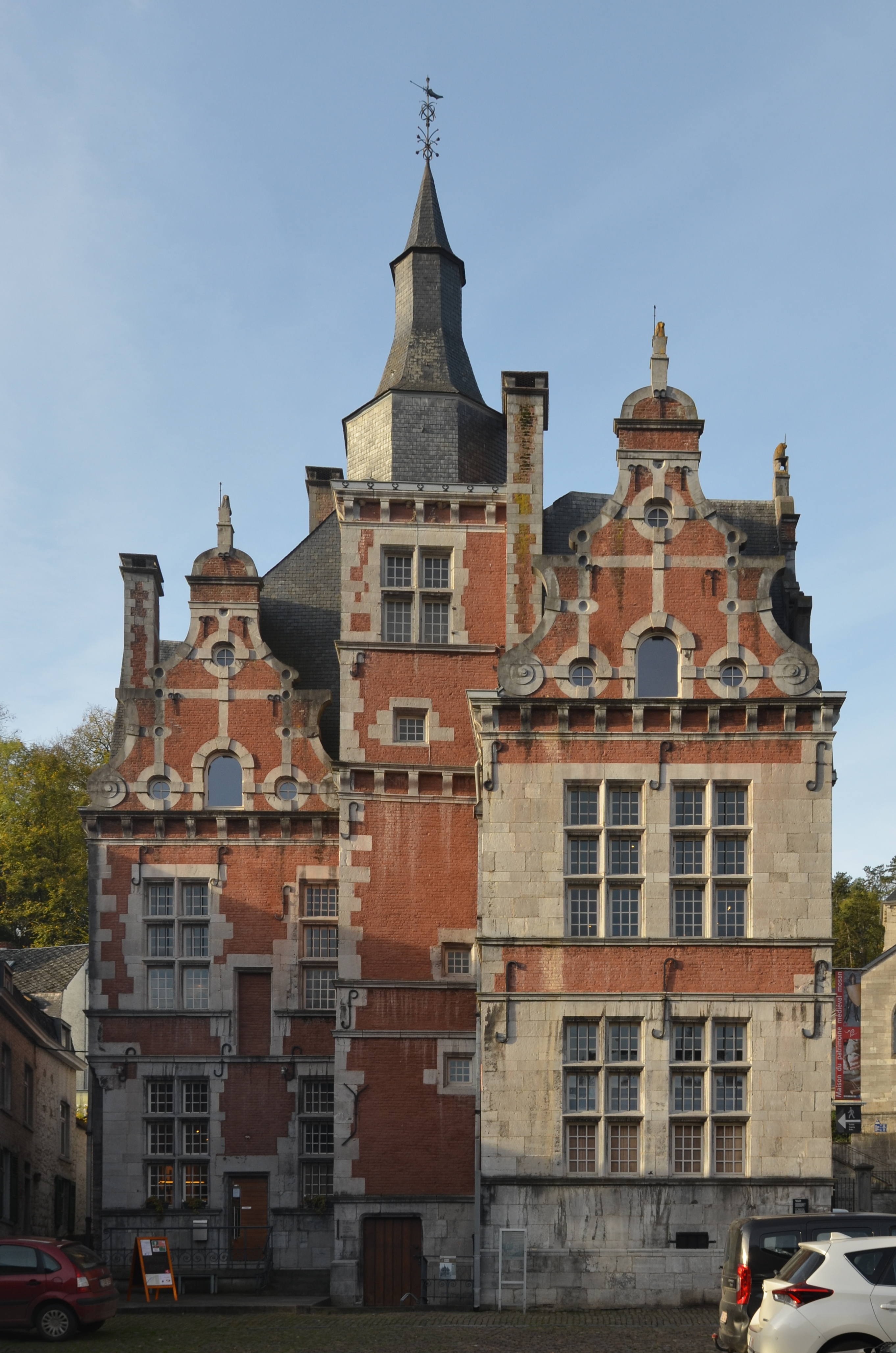
La Maison espagnole, ancienne maison communale (XVIe siècle).

Politiquement et commercialement cette ancienne ville du comté de Namur rivalisait avec sa voisine, la ville de Dinant qui dépendait de la Principauté de Liège. Autre rivalité: dans le domaine de la dinanderie et notamment dans la production de laiton. Ce conflit célèbre a été décrit notamment par Philippe de Commynes et Jules Michelet.
Il atteint son paroxysme au XVe siècle lors du sac de Dinant par le duc de Bourgogne Philippe le Bon et son fils, le futur Charles le Téméraire.
Les vestiges de l'enceinte qui entourait la vieille ville et les ruines du château de Crèvecœur démontrent l'importance stratégique du lieu. L'église Saint-Lambert et la maison espagnole témoignent quant à elles du riche passé de Bouvignes.

### Première Guerre mondiale
Le 23 août 1914, 31 habitants ont été fusillés et 20 habitations ont été incendiées. L'unité mise en cause est le 178e RI — Régiment d'Infanterie — de l'armée allemande.

### Seconde Guerre mondiale
Au cours de la bataille de France, devant la menace que constitue l'arrivée imminente des Allemands du XV. Armee-Korps (mot.) d'Hermann Hoth sur la Meuse, le génie belge fait sauter — bien que partiellement — la passerelle de Bouvignes au cours de la journée du 12 mai 1940. Aussi, les Allemands de la 7e Panzerdivision d'Erwin Rommel qui veulent dès le lendemain franchir la Meuse à Leffe en direction de Bouvignes, fleuve sur lequel repose une partie de la ligne principale de résistance française prévue par le généralissime Maurice Gamelin, devront le faire à l'aide de canots pneumatiques.
Ce sont les Allemands du Schützen-Regiment 7 qui commencent à partir de 3h30 la traversée sous une légère brume, mais les français du I/66e régiment d'infanterie (I/66e RI, chef de bataillon Théry) établis sur l'autre rive tirent et obligent les Allemands qui sont parvenus à traverser à rester protégés derrière le remblai de la voie ferrée, tout en empêchant toute nouvelle traversée, « les pertes [allemandes], blessés ou morts, sont considérables ». Les tirs des Panzern, « une pluie d'acier », ne parviennent pas à faire cesser ceux des Français, aussi Rommel et Hoth, prennent des mesures dans le but d'améliorer la situation : Rommel fait mettre le feu aux maisons de Leffe pour que la fumée masque les opérations. Des chars plus puissants (Panzer III et Panzer IV) arrivent en renfort avec une batterie d'obusier 10,5 cm leH18 de la I./Artillerie-Regiment 78. Leurs tirs nourris calment l'intensité du feu des défenseurs, la traversée des Allemands reprend : ils envahissent Bouvignes, à 9 h 00, la 2e compagnie du I/66e RI évacue le village, mais les Allemands ne peuvent avancer plus loin. Rommel passe alors sur la rive gauche et fait s'emparer du château de Crèvecœur — une position dominante — par le II./Schützen-Regiment 7 qui enfonce le II/66e RI (chef de bataillon Boulanger). Le lieutenant Parlebas mène alors une contre-attaque avec une section de la 2e compagnie du I/66e RI et des éléments récupérés de la 3e compagnie et reprennent en partie Bouvignes, sans toutefois pouvoir tenir les positions reconquises ; Parlebas est tué et la 2e compagnie décimée : Bouvignes restera aux mains des Allemands.

## Patrimoine et culture

### Patrimoine architectural
- La Maison espagnole.
- Les ruines du château de Crèvecœur.
- L'église Saint-Lambert.
- Le village avait une gare sur la ligne de chemin de fer Namur-Dinant. Ouverte en 1891 elle fut fermée en 1984.

## Personnalités
- Saint Walhère est originaire de Bouvignes.
- Jehan le Chyne, receveur de Bouvignes dont la fille épouse en août 1482, Guillaume de Dave (Williame de Davelz)
- Louis de Bouvignes (né Louis Bouille) (1630-1701), prédicateur capucin et écrivain spirituel est né à Bouvignes
- À Bouvignes-sur-Meuse est né Henri Blès, célèbre paysagiste et continuateur de Joachim Patinier. Ses tableaux ont la particularité de dissimuler une petite chouette, peinte en guise de signature.